# Artem Gurenko
Artem Gurenko (tiếng Belarus: Арцём Гурэнка; tiếng Nga: Артём Гуренко; sinh 1 tháng 6 năm 1994) là một cầu thủ bóng đá Belarus thi đấu cho Dinamo Minsk. Anh là con trai của huấn luyện viên và cựu cầu thủ Belarus Sergei Gurenko.

## Sự nghiệp
Trước mùa giải 2017, Gurenko chuyển từ á quân Litva là Trakai đến đội bóng khác ở A Lyga là Sūduva, nhưng anh rời câu lạc bộ ngày 26 tháng 5 năm 2017 do thỏa thuận đôi bên.

## Danh hiệu
Sūduva Marijampolė
- Vô địch A Lyga: 2017